# Kiruna

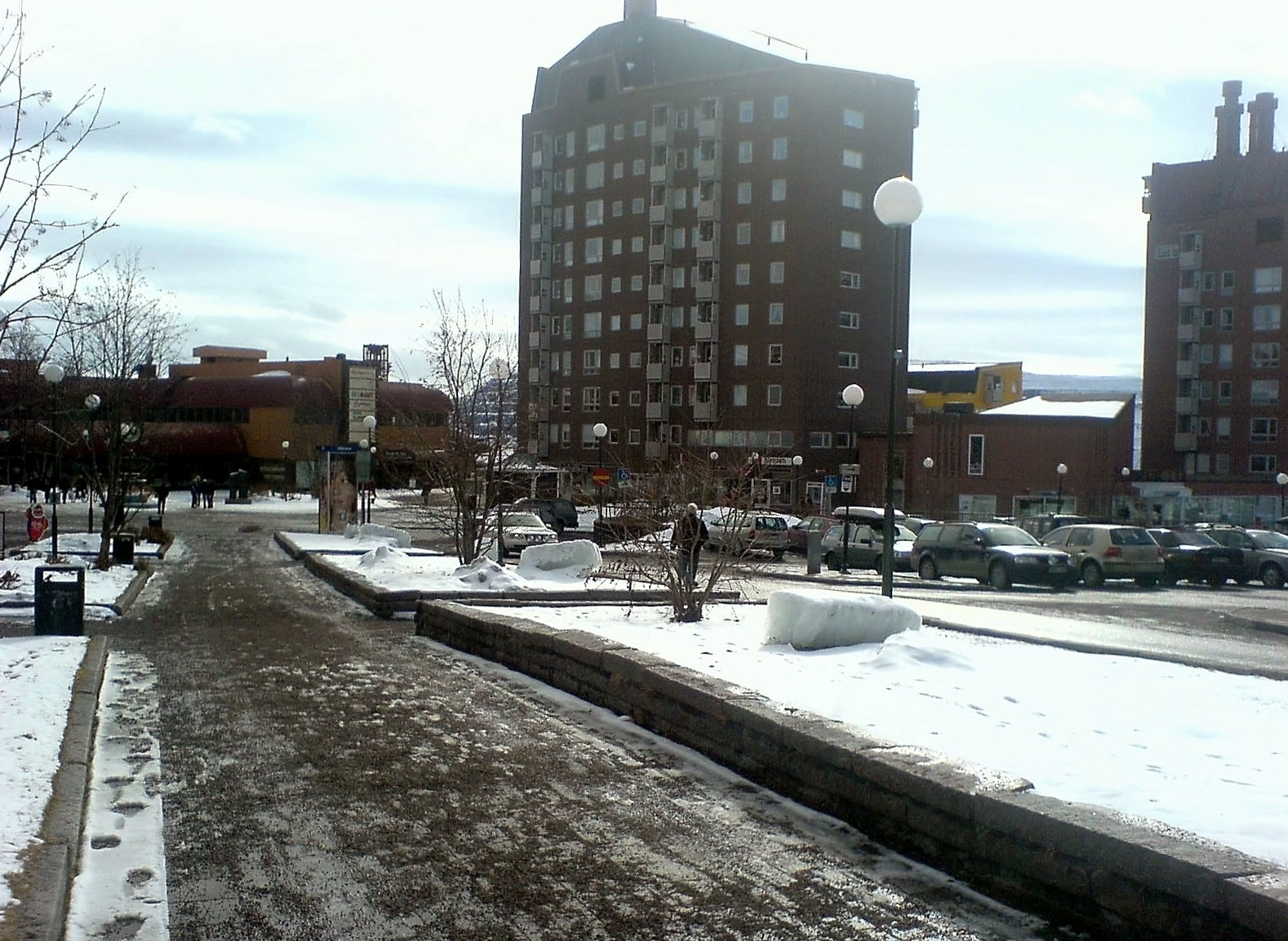
Kupoltorget i Kiruna centrum med Kvarteret Ortdrivaren till höger.

Kiruna ([ˈkǐːrʉna]; nordsamiska: Giron [ˈkiron]; finska: Kiiruna [ˈkiːrunɑ]; meänkieli: Kieruna) är en tätort och centralort i Kiruna kommun i nordligaste Sverige och den största tätorten i landskapet Lappland med 17 284 invånare (2023).
Kiruna är ett utpräglat gruvsamhälle beläget mellan de två bergen Luossavaara och Kiirunavaara, båda med stora järnmalmfyndigheter, och sydsluttningen på det tredje stadsberget Haukivaara.
Kiruna grundades år 1900, och Hjalmar Lundbohm räknas som dess grundare. Han var disponent vid gruvbolaget LKAB som påbörjade brytning av järnmalm i Kiirunavaara i slutet av 1890-talet.
Sveriges enda rymdbas, Esrange, etablerades i Kiruna på 1960-talet. I Kiruna finns Institutet för rymdfysik och Luleå tekniska universitets institution för rymdvetenskap.

## Etymologi
Det ena gruvbergets namn, Kiirunavaara på finska, Gironvárri på nordsamiska, vilket betyder fjällripeberget, var upphovet till namnet Kiruna.
När stadsplanen för samhället skulle fastställas, lade ordföranden för LKAB, G. E. Broms, namnförslaget Kiruna, som han ansåg dels vara kortare och dels ha bättre anknytning till företagets verksamhet än det tidigare namnet som hade varit Luossavaara eller Luossavare, samiska Luossavárri (Laxberget). Eftersom invånarna ville ha ett namn som var lätt att skriva och uttala, var det långa namnet svårt för den flerspråkiga befolkningen. Det förkortade namnet Kiruna stadfästes av Kungl. Maj:t den 27 april 1900.

## Historia
Redan 1642 hittades magnetit i Masugnsbyn. Malmen i Svappavaara hittas i slutet på 1640-talet eller början på 1650-talet. Det första kända malmprovet från Malmberget dateras till 1660-talet. Malmfyndigheterna i Luossavaara och Kirunavaara nämns 1696 för första gången men eftersom området är mycket otillgängligt var det först när det blev möjligt att bygga en järnväg som någon brytning i större skala kunde bli aktuell. Innan dess fraktades malmen med hjälp av renslädar. Det gjorde att man inte kunde frakta nog mycket för att gå med vinst och idén lades ned till det kom järnvägar. I slutet av 1800-talet gjordes en satsning på att börja en storskalig brytning. Malmbanan började byggas med stor frenesi och malmfyndigheterna hade på några år järnvägsförbindelse till både Atlanten via Ofotenbanan till hamnen i Narvik och Bottenviken via Luleå. Samhället och gruvorna växte sedan snabbt tillsammans under ledning av disponent Hjalmar Lundbohm. De allra första bostäderna var små ruckel och kåtor men Lundbohm ville inte att det nya samhället skulle växa upp till en kåkstad. När Kiruna den 23 december 1908 blev municipalsamhälle skapades förutsättningar för framväxten av ett modernt samhälle med en strikt stadsplan (av Per Olof Hallman). Kiruna hade tidigt elektricitet och trafik med elektriska spårvagnar med 1 000 mm i spårvidd. Spårvägen i Kiruna, vilken bedrevs av LKAB, pågick under perioden 1907–1958 (underjordisk gruvspårväg fram till 1961).

### Administrativa tillhörigheter
Orten låg i Jukkasjärvi socken vari vid kommunreformen 1862 genomförande i Lappland 1874 inrättades Jukkasjärvi landskommun. För orten inrättades 23 december 1908 i denna landskommun Kiruna municipalsamhälle. Den 1 januari 1948 (enligt beslut den 24 oktober 1947) ombildades landskommunen med municipalsamhället till Kiruna stad som då med sina 14 000 kvadratkilometer var världens till ytan största stad och där tätortens bebyggelse utgjorde en mycket liten del. 1971 uppgick staden tillsammans med Karesuando landskommun i Kiruna kommun med Kiruna som centralort.
I kyrkligt hänseende har Kiruna alltid hört till Jukkasjärvi församling.
Kiruna ingick till 1948 i Jukkasjärvi tingslag, därefter till 1971 i Jukkasjärvi och Karesuando tingslag. Sedan 1971 ingår orten i Gällivare domsaga.

### Stadsomvandlingen
Den 8 januari 2007 beslutade kommunfullmäktige att ortens centrum skall flyttas i nordvästlig riktning, till berget Luossavaaras fot vid sjön Luossajärvi. Flytten sker till följd av att gruvbrytningen i fjället Kiirunavaara orsakar deformationer i marken, vilka rör sig mot staden.
Debatten har varit lång, och egentligen skulle beslutet i frågan ha tagits den 19 december 2006 men mötte då motstånd. I det antagna förslaget ingår en järnvägstunnel genom Luossavaara, men finansieringen av den är ännu oklar.[källa behövs] Många av ortens byggnader har blivit eller kommer att bli flyttade. Orsaken är den rasrisk som orsakas av gruvbrytningen. Den 19 september 2011 beslutade Kirunas kommunfullmäktige att stadens nya centrum ska förläggas öster om den nuvarande stadskärnan, mellan Jägarskolan och Tuolluvaara-området. En arkitekttävling om utformningen av det nya centrumet utlystes. Den avgjordes i mars 2013.
Den nya stadskärnan invigdes i september 2022. och flytten beräknas vara helt klar 2035.

## Geografi

### Stadsdelar
År 2004 bodde cirka 27 procent av stadens befolkning i stadsdelen Lombolo som är belägen nere i dalen öster om gruvberget Kiirunavaara.
| - SJ-området - Lokstallarna - Centrum - Norrmalm - Östermalm | - Högalid - Bolagsområdet - Luossavaara - Triangeln - Jägarskolan | - Öster om Nollan - Sandstensberget - Lombolo - Småindustriområdet - Lombia |

Ibland räknas även Tuolluvaara som stadsdel.

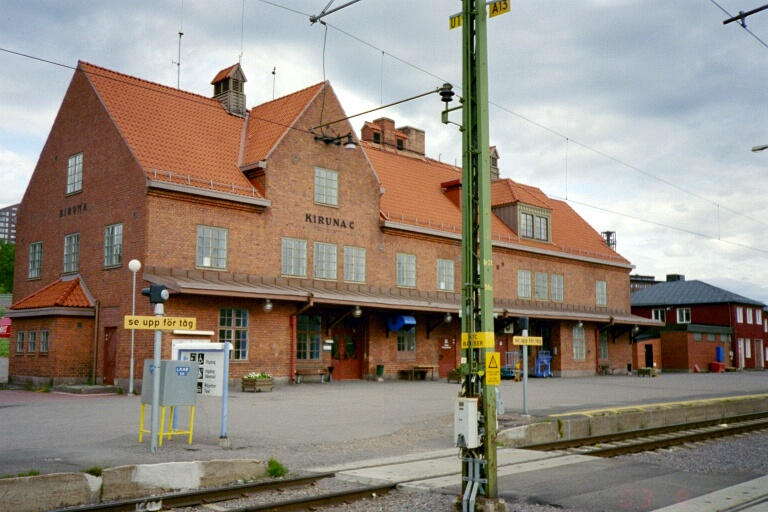
Kirunas gamla centralstation, ritad av Folke Zettervall (riven 2017).

### Klimat

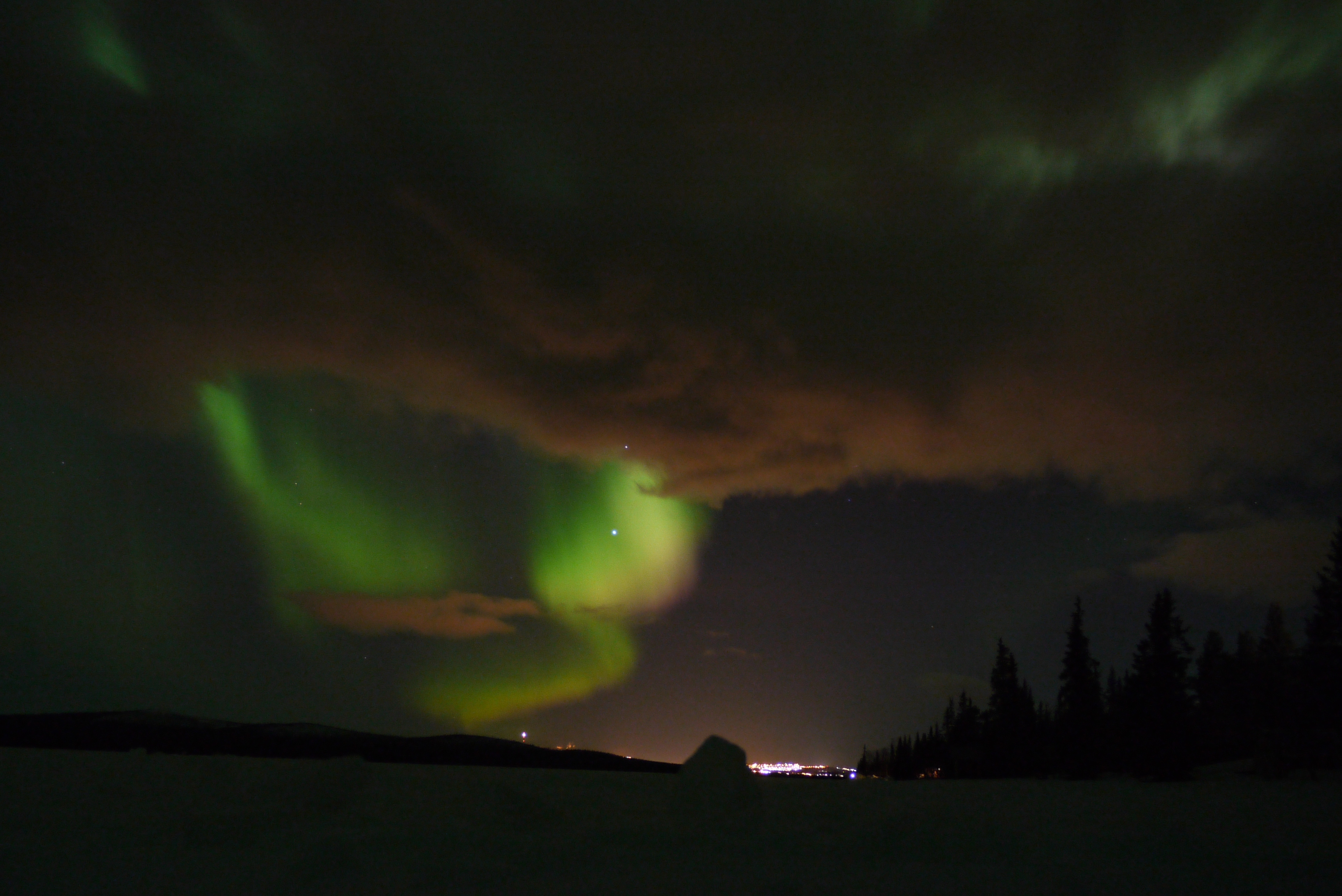
Norrsken över Kirunas centrum

Kiruna har ett subarktiskt inlandsklimat med mycket snö och kyla under ena halvan av året och betydligt mildare under andra halvan. Tack vare golfströmmen, den torra luften och den klimatanpassade stadsplaneringen har Kiruna ändå, trots sin nordliga latitud och höjd över havet ett jämförelsevis milt klimat. Eftersom Kiruna ligger norr om polcirkeln råder under vintern tre veckors polarnatt, det vill säga att solen inte går över horisonten, och under sommaren fem veckor midnattssol, vilket innebär att solen inte går nedanför horisonten. Snö finns normalt i staden från oktober till maj. Medeltemperaturen i januari är -14.5 °C och i juli 12 °C. Maximitemperaturer på runt 20–25 °C kan förekomma några gånger under sommaren liksom -30 °C eller lägre under midvintern. Nederbördsmängden är omkring 488 millimeter per år.
Genomsnittliga uppmätta värden:
|                                            | Jan | Feb | Mar | Apr | Maj | Jun | Jul | Aug | Sep | Okt | Nov | Dec |
| ------------------------------------------ | --- | --- | --- | --- | --- | --- | --- | --- | --- | --- | --- | --- |
| Normaldygnets maximitemperaturs medelvärde | −10 | −8  | −4  | 1   | 7   | 14  | 17  | 14  | 8   | 2   | −5  | −8  |
| Normaldygnets minimitemperaturs medelvärde | −19 | −18 | −14 | −8  | −1  | 5   | 7   | 6   | 1   | −5  | −12 | −17 |
|                                            |     |     |     |     |     |     |     |     |     |     |     |     |
| Nederbörd                                  | 30  | 25  | 26  | 27  | 34  | 49  | 86  | 74  | 49  | 47  | 42  | 34  |

| Diagram | temperaturer i °C • månadsnederbörd i mm | temperaturer i °C • månadsnederbörd i mm | temperaturer i °C • månadsnederbörd i mm | temperaturer i °C • månadsnederbörd i mm | temperaturer i °C • månadsnederbörd i mm | temperaturer i °C • månadsnederbörd i mm | temperaturer i °C • månadsnederbörd i mm | temperaturer i °C • månadsnederbörd i mm | temperaturer i °C • månadsnederbörd i mm | temperaturer i °C • månadsnederbörd i mm | temperaturer i °C • månadsnederbörd i mm | temperaturer i °C • månadsnederbörd i mm |
|         | 30 -10 -19                               | 25 -8 -18                                | 26 -4 -14                                | 27 1 -8                                  | 34 7 -1                                  | 49 14 5                                  | 86 17 7                                  | 74 14 6                                  | 49 8 1                                   | 47 2 -5                                  | 42 -5 -12                                | 34 -8 -17                                |

## Ekonomi och infrastruktur

### Näringsliv

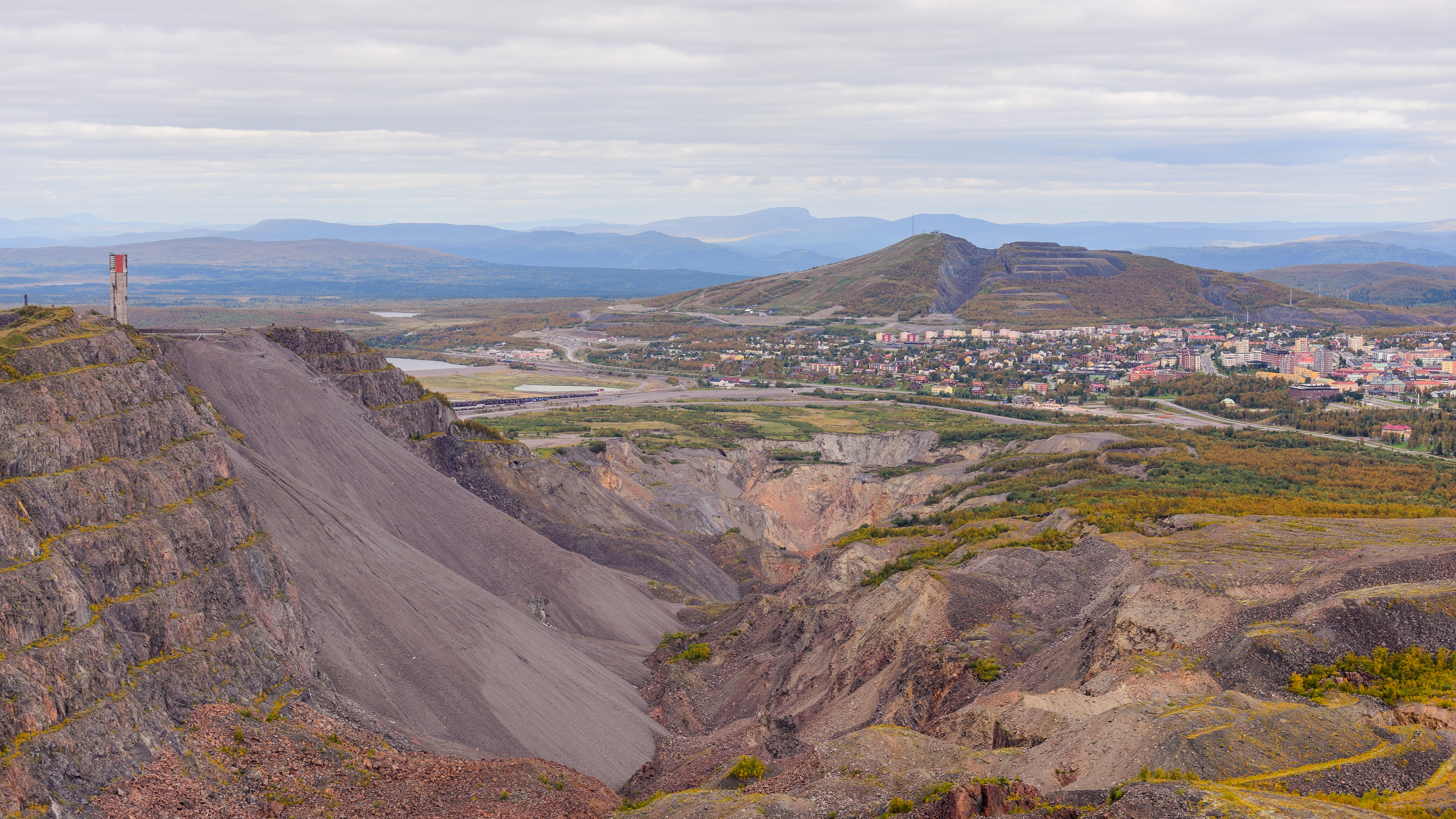
Gruvbergen Kiirunavaara (förgrund) och Luossavaara (bakgrund).

#### Gruvdrift
Kirunas näringsliv domineras totalt av gruvnäringen. Numera är endast gruvan i Kiirunavaara i drift och rationaliseringar gör att allt mindre personal behövs under jord för brytningen. En mängd entreprenörer till LKAB finns i stan.

#### Turism
Turistnäringen är också betydande i Kiruna; centralorten drar till sig en del turister, även om den i första hand fungerar som kommunikativt centrum för friluftsturism i fjällen, Abisko nationalpark och till Ishotellet i Jukkasjärvi, 16 km från Kiruna Centrum. Alltfler turister söker sig till Kiruna och Abisko för att uppleva norrsken.

### Infrastruktur

#### Transport
Kiruna flygplats har linjetrafik till Stockholm. Kiruna genomkorsas av väg E10 vilket är en av två vägar som tar en från centralorten och ut från kommunen, den andra är länsväg 870:s som slutar i Nikkaluokta. Järnvägsanslutning finns genom Malmbanan. Linjetrafik med buss finns till de flesta orter i kommunen och länet i Länstrafikens regi. Under perioden 1907-1958 fanns också spårvägstrafik i Kiruna. Kiruna kommun bedriver lokaltrafik med buss inom Kiruna tätort på fyra linjer.
Sträckningarna av både Malmbanan och E10 går sida vid sida längs avspärrningarna till sprickzonen från Kiirunavaaragruvan och är de anläggningar som är mest akut hotade av utbredningen av denna. Väg- och järnvägsutredning pågår för att ändra sträckningarna, som även påverkar järnvägsstationen. En nordvästlig sträckning av järnvägen förordades av Kiruna kommun i samband med möte den 19 december 2006. Bland förslagen på ny placering av stationen är en samlokalisering med flygplatsen. Den 31 augusti 2013 stängde Trafikverket den gamla järnvägsstationen. En station är i bruk vid området som i folkmun kallas Kumla, ca 1,5 kilometer från nuvarande stadskärna. 
Den nya dragningen av E10 öppnades hösten 2019.

#### Utbildning och forskning
Sedan 1940-talet finns också en växande rymdverksamhet i Kiruna. 50 km öster om Kiruna ligger raketbasen Esrange och ESA:s satellitdatamottagningsstation Salmijärvi.
Vid rymdcampus, som ligger cirka sex kilometer öster om Kiruna, bedrivs forskning kring norrsken och annan rymdfysik vid Institutet för rymdfysik och Institutionen för system- och rymdteknik, den senare hörande till Luleå tekniska universitet med utbildningar inom rymdingenjörsprogrammet.

## Befolkning

### Befolkningsutveckling

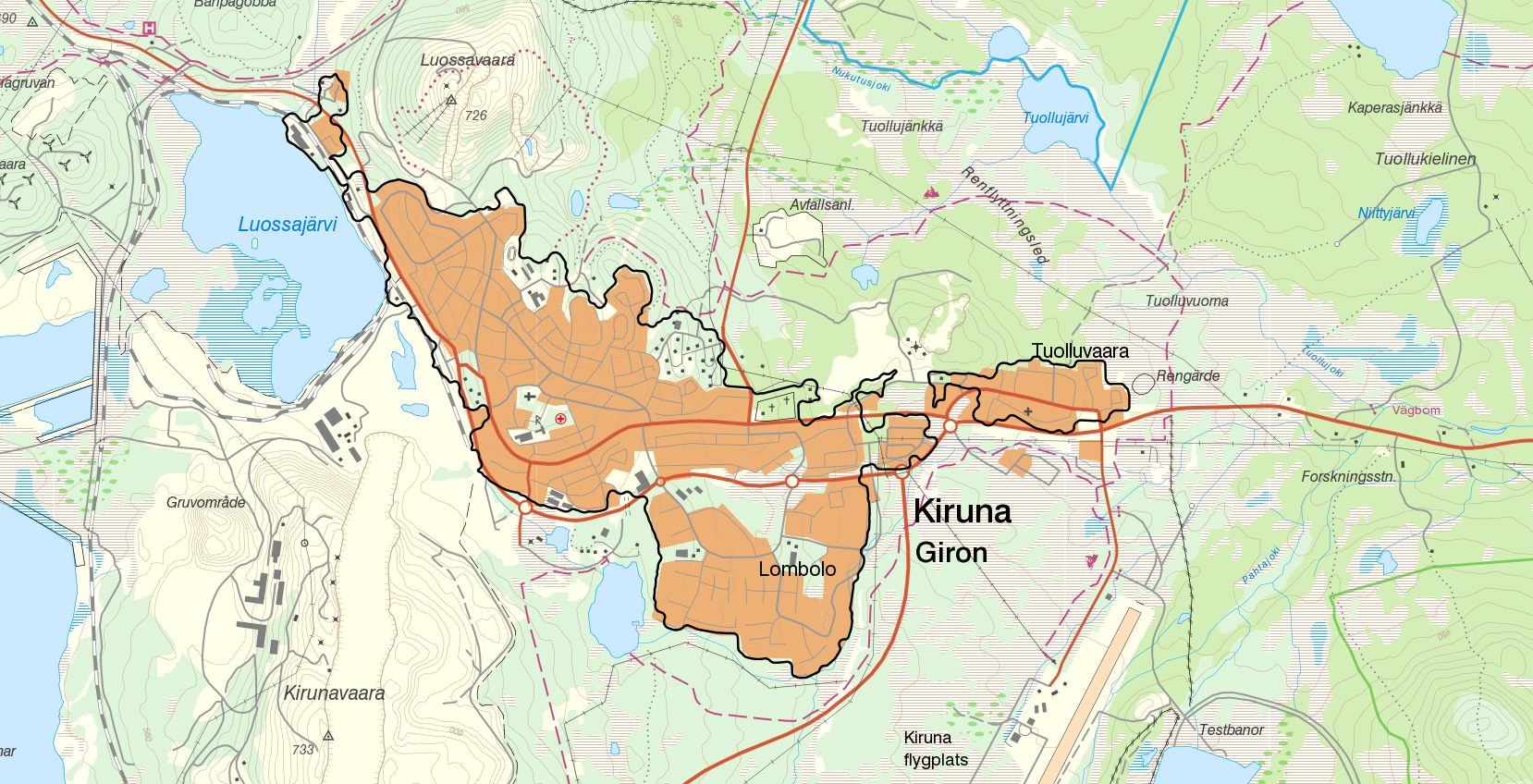
De av Statistiska centralbyrån avgränsade tätorterna Kiruna och Tuolluvaara, med gränserna från tätortsavgränsningen 2015.

| Befolkningsutvecklingen i Kiruna 1900–2020 | Befolkningsutvecklingen i Kiruna 1900–2020 | Befolkningsutvecklingen i Kiruna 1900–2020 | Befolkningsutvecklingen i Kiruna 1900–2020 | Befolkningsutvecklingen i Kiruna 1900–2020 |
| --- | ------------------------------------------ | ------------------------------------------ | ------------------------------------------ | ------------------------------------------ |
| |                                            |                                            |                                            |                                            |
| År |                                            |                                            | Folkmängd                                  | Areal (ha)                                 |
| 1900 | 1900                                       |                                            | 239                                        | †                                          |
| 1950 | 1950                                       |                                            | 12 537                                     | ##                                         |
| 1960 | 1960                                       |                                            | 19 355                                     | 873                                        |
| 1965 | 1965                                       |                                            | 21 572                                     | 893                                        |
| 1970 | 1970                                       |                                            | 23 279                                     | 1 033                                      |
| 1975 | 1975                                       |                                            | 25 410                                     | 1 270                                      |
| 1980 | 1980                                       |                                            | 24 446                                     | 1 560                                      |
| 1990 | 1990                                       |                                            | 20 466                                     | 1 585                                      |
| 1995 | 1995                                       |                                            | 20 299                                     | 1 592                                      |
| 2000 | 2000                                       |                                            | 19 148                                     | 1 592                                      |
| 2005 | 2005                                       |                                            | 18 154                                     | 1 640                                      |
| 2010 | 2010                                       |                                            | 18 148                                     | 1 653                                      |
| 2015 | 2015                                       |                                            | 17 037                                     | 903                                        |
| 2020 | 2020                                       |                                            | 17 513                                     | 1 006                                      |
| Anm.: Sammanvuxen med Tuolluvaara 1975, utbruten 2015 ur Kiruna för att återigen utgöra en egen tätort men 2020 åter del av Kiruna. † Som köpingsliknande samhälle 1900. ## Som tätort/befolkningsagglomeration 1920–1950. |                                            |                                            |                                            |                                            |

## Kultur

### Massmedier

#### Press
Bland lokaltidningar kan nämnas Norrländska Socialdemokraten, Norrbottens-Kuriren och Kirunatidningen.

#### Radio
| Frekvens  | Sändningsbeteckning               | Sändarplats                 |
| --------- | --------------------------------- | --------------------------- |
| 89,1 MHz  | Sveriges Radio P1                 | Kiruna (Kiirunavaaramasten) |
| 92,7 MHz  | Sveriges Radio P2                 | Kiruna (Kiirunavaaramasten) |
| 93,7 MHz  | Radio Kiruna                      | Kiruna                      |
| 96,4 MHz  | Sveriges Radio P3                 | Kiruna (Kiirunavaaramasten) |
| 102,7 MHz | Sveriges Radio P4 (P4 Norrbotten) | Kiruna (Kiirunavaaramasten) |
| 104,4 MHz | NRJ                               | Kiruna                      |
| 105,8 MHz | Rix FM                            | Kiruna                      |
| 107,0 MHz | Mix Megapol                       | Kiruna                      |

### Konstarter

#### Musik
Kirunasonen Markus Fagervall vann tredje säsongen av Idol 2006. Två år senare anordnades Melodifestivalen på orten.

#### Teater
År 1933 bildades Kiruna Teater- & Musikförening, numer en del av Riksteatern. I början av 2020-talet hade teatern 200 medlemmar. På orten finns även Kiruna amatörteaterförening. Som exempel på dramatiker från orten kan nämnas Erik Norberg som bland annat skrivit Vem stal Polcirkeln?.

#### Bildkonst
Kiruna har etablerat sig som konststad, vilket kan härledas till stadens konstintresserade grundare gruvdisponent Hjalmar Lundbohm. Bland konstnärer från Kiruna kan nämnas Agneta Andersson som gjort ett flertal offentliga konstverk i närområdet, Erik Marklund som bodde och verkade på Brändöskär och lät uppföra en jesusstaty på ett skär i närheten och Sten Kauppi som gett namn åt Kauppistipendiet.

#### Film
Bland tidiga skådespelare från Kiruna kan nämnas Eva Turitz som syntes i filmen Uppsagd från 1934 och Janssons frestelse från 1936.

#### Arkitektur

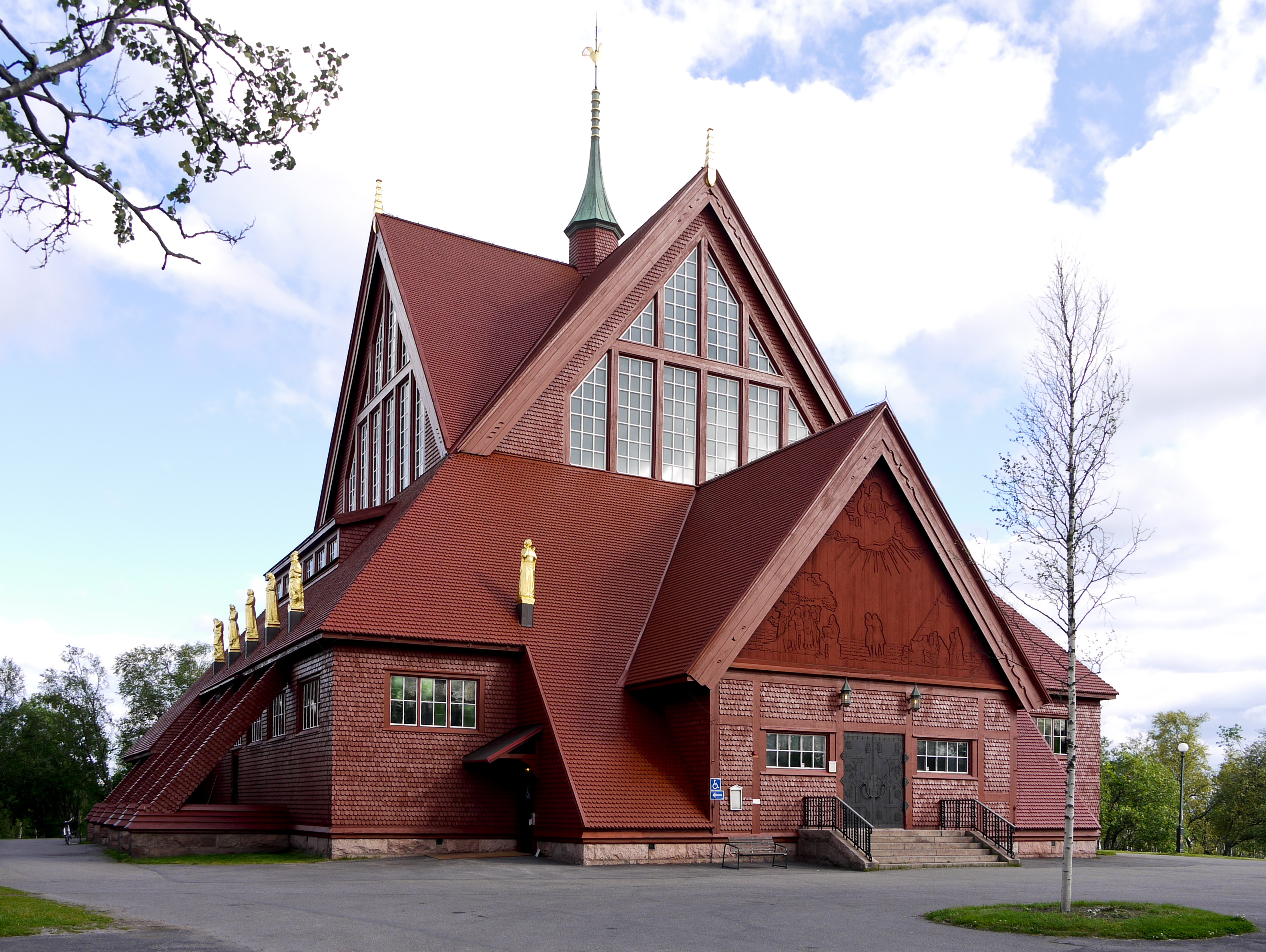
Kiruna kyrka (arkitekt: Gustaf Wickman).

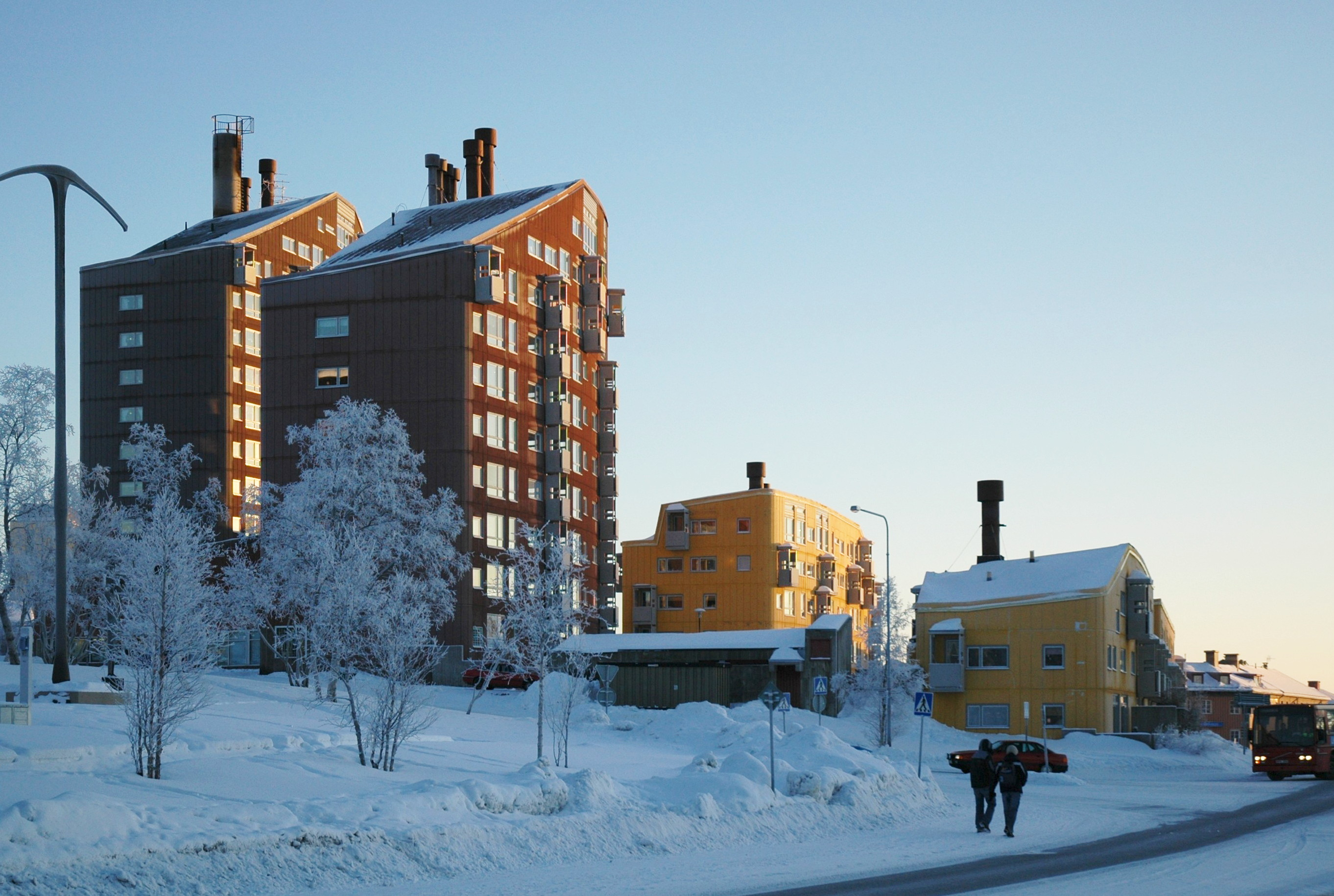
Kvarteret Ortdrivaren: Snusdosan och Spottkoppen till vänster i bild, Mullbänken i mitten och Berlinmuren till höger.

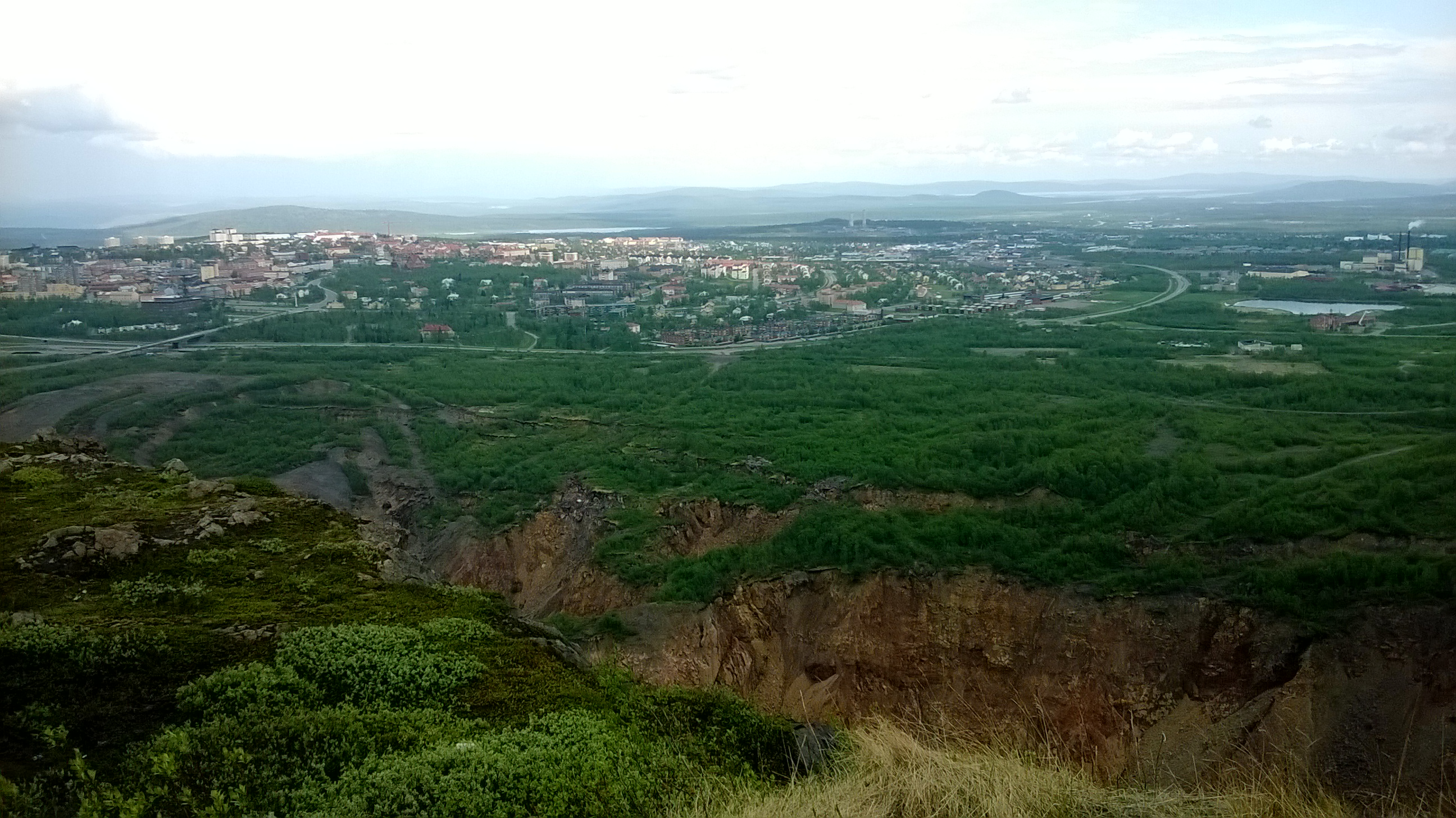
Kiruna fotograferat från Kirunavaara

Den tidigaste bebyggelsen i Kiruna kring Luossajärvis utlopp, området kallat Ön, är numera helt rivet och området får ej beträdas på grund av rasrisken till gruvan. Områden med arbetarbostäder som tidigt uppfördes av LKAB finns i stor utsträckning kvar och står i sammanhängande områden. Ett av dessa, Bolagsområdet, var det första bostadsområdet som påverkades av gruvbrytningen. Ett flertal byggnader har flyttats till andra delar av staden. Flera kvarter, däribland kv Ullspiran, har rivits.
Kirunas första stadshus, ritat av Artur von Schmalensee, blev 1964 belönat med Sveriges Arkitekters pris Kasper Salin-priset som Sveriges vackraste byggnad och hade även skydd som byggnadsminne enligt kulturminneslagen,[källa behövs] men revs våren 2019. Ett nytt stadshus, även kallat Kristallen, togs i bruk hösten 2018. Även Kiruna kyrka, ritad av Gustaf Wickman och uppförd av LKAB 1907-1912, har blivit belönad som både Sveriges vackraste kyrka och senast som Sveriges mest omtyckta byggnad, med motiveringen att den är så vacker, uppförd före 1950 i Tyck om hus.
I stadens centrum revs stora delar av den tidiga bebyggelsen med trähus för högre betonghus på 1960-talet. Den främsta symbolen för denna ombyggnad har blivit kvarteret Ortdrivaren, som ritades av Ralph Erskine, bestående av två punkthus kallade Snusdosan och Spottkoppen samt två bostadslängor kallade Mullbänken och Berlinmuren. Även Missionskyrkan var från början en del av komplexet och kallas i folkmun Herrens pris. Församlingen lämnade sedermera kyrkan, själva kyrkorummet byggdes om och användes under en period som butikslokal. Namnet Snusdosan sägs komma av att punkthusen som har konvext välvda väggar åt alla håll uppifrån har samma form som dåtidens snusdosor. Den tidigare dominerande byggnaden i centrum, Centralskolan, revs också.
Ett Folkets hus med bio fanns i Kiruna. Föreningen grundades 1901 och lades ner 2022. Ett nytt kulturhus är byggt i den nya centrumkärnan som har ersatt Kiruna Folkets Hus.

### Idrott
Kiruna har fostrat en rad framgångsrika idrottare, framförallt inom vintersporter. Bland idrottare från Kiruna kan nämnas Erik ”Kiruna-Lasse” Larsson som Sveriges Olympiska Kommitté (SOK) beskriver som en av Sveriges "märkligaste skidåkare genom tiderna". Han var starkt religiös och lade därför ner idrottssatsningen vid 26 års ålder. Då hade han vunnit OS-brons 1936. En annan OS-atlet från orten är snowboardåkaren Tomas Johansson som tävlade i half-pipe i OS i Salt Lake City 2002. Han slutade på plats 25. I Olympiska vinterspelen 2010 tävlade Kiruna-födda Per Spett i puckelpist. Han slutade på plats 23.
Kiruna har även fostrat hockeyspelare och -tränare som Börje och Stig Salming, Emma Eliasson och Jonathan Pudas.